# Zbigniew Rau

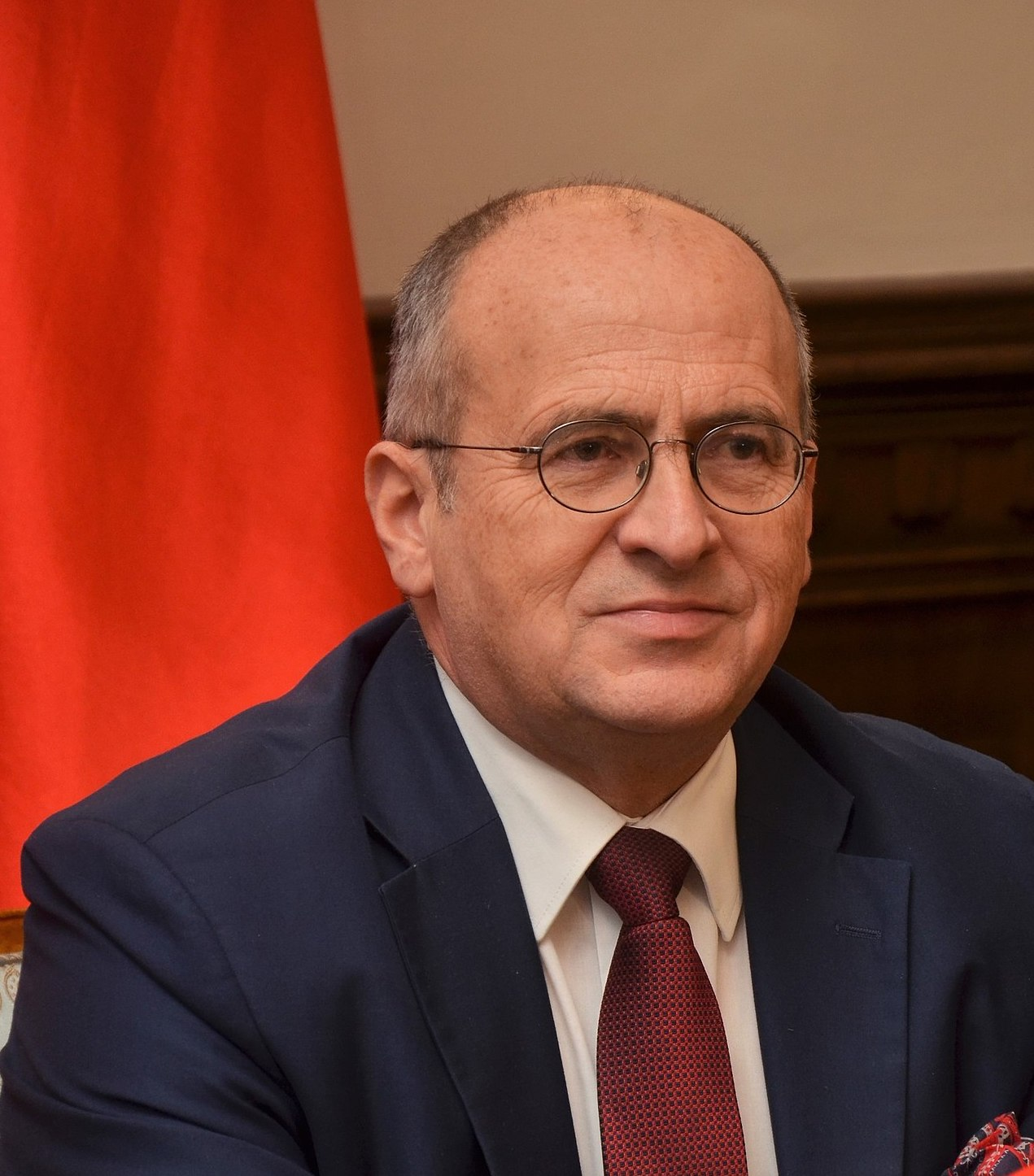
Zbigniew Rau (2018)

Zbigniew Włodzimierz Rau (* 3. Februar 1955 in Łódź) ist ein polnischer Rechtswissenschaftler und Politiker. Von 2020 bis 2023 war er Außenminister des Landes.

## Leben
Zbigniew Rau schloss 1977 sein Studium der Rechtswissenschaft an der Universität Łódź ab. Er wurde 1980 Mitglied der Solidarność und lebte ab 1981 im Ausland: An der Polski Uniwersytet na Obczyźnie (PUNO, Polnische Universität im Ausland) in London promovierte er 1982, danach war er als Dozent und Gastwissenschaftler an verschiedenen Hochschulen im Vereinigten Königreich, den Vereinigten Staaten sowie in Australien tätig. Ab 1995 lehrte er an der Universität Łódź, seit 2001 zusätzlich am Höheren Theologischen Seminar der Salesianischen Gesellschaft in Łódź.
Bei der Wahl 2005 wurde Rau als Vertreter des Wahlkreises 10 (Piotrków Trybunalski) in den Senat gewählt. Dort gehörte er als Parteiloser der Fraktion der nationalkonservativen Prawo i Sprawiedliwość (PiS) an. Von 2005 bis 2007 war er zudem Mitglied der Parlamentarischen Versammlung des Europarates.
Von 2015 bis 2019 war er Woiwode (Vertreter der Zentralregierung) in der Woiwodschaft Łódź. Bei der Wahl 2019 wurde er als Parteiloser auf der Liste der PiS in den Sejm gewählt. Dort war er Vorsitzender des Auswärtigen Ausschusses.
Am 26. August 2020 wurde Rau als Nachfolger von Jacek Czaputowicz Außenminister im 2. Kabinett von Mateusz Morawiecki. Im Gegensatz zu seinem als innerhalb der PiS gemäßigt geltenden Vorgänger gilt Rau, der sich im Wahlkampf mit LGBT-feindlichen Parolen profiliert hatte, als rechtskonservativ. Nach den Parlamentswahlen In Polen folgte ihm am 13. Dezember 2023 Radosław Sikorski im Amt.

## Veröffentlichungen (Auswahl)
- (als Hrsg.): The reemergence of civil society in Eastern Europe and the Soviet Union, 1991, ISBN 0-8133-8404-4
- Contractarianism versus holism. Reinterpreting Locke's Two treatises of government, 1995, ISBN 081919929X
- From communism to liberalism. Essays on the individual and civil society, 1998, ISBN 8371711808
- Forgotten freedom. In search of the historical foundation of liberalism, 2004, ISBN 83-7171-780-6
- (als Hrsg.): Tocquevillian ideas. Contemporary European perspectives, 2014, ISBN 9780761863144